# Urgraben

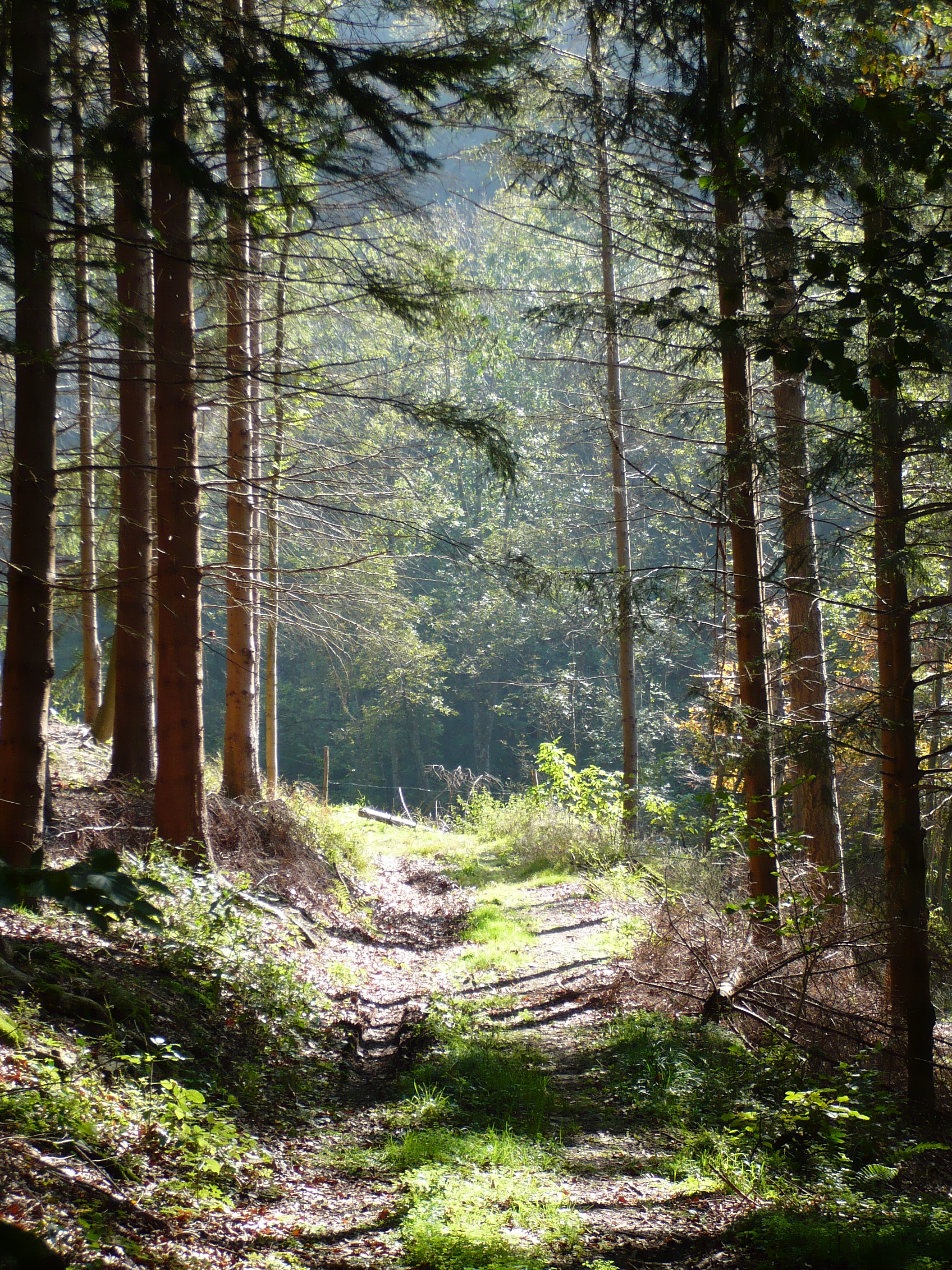
Der Urgaben; heute aufgefüllt als Urweg zwischen Lindlesdobel und Luser

Der Urgraben ist ein ehemaliger Kunstgraben oberhalb des Glottertals bei Waldkirch am westlichen Rand des Schwarzwalds. Er leitete das Wasser von der Ostseite des Kandels ins wasserarme Suggental, wo im Mittelalter ergiebiger Bergbau betrieben wurde. Er gilt heute als eines der wichtigsten Technikdenkmäler Deutschlands.

## Allgemeines

### Verlauf

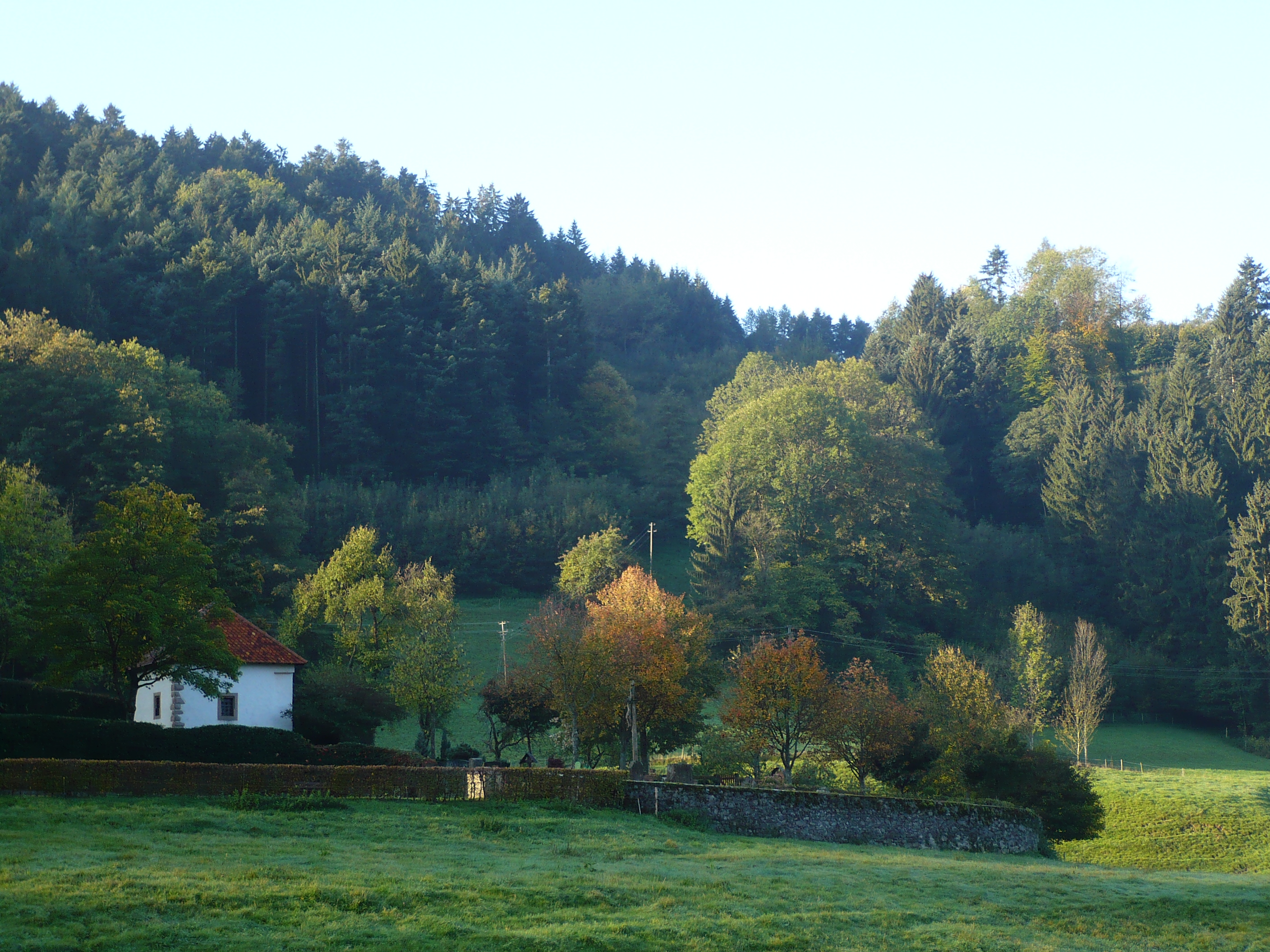
Die Sakristei der ehemaligen Bergleutekirche im Suggental

Der Urgraben verlief vom oberen Zweribach (oberhalb des Plattenhofes) im Südosten des Kandels über drei Wasserscheiden (Schönhöfe, Rohr, Luser) ins Suggental. Er ist vom Plattenhof bis zum Friedhof Suggental 22 km lang. An einzelnen Stellen ist der Urgraben heute immer noch sichtbar, zumeist ist er jedoch aufgefüllt und nur noch als Weg („Urweg“) vorhanden. Der Urgraben begann oberhalb des Zweribachs südlich der heutigen Buchhornhütte (auch „Bockhornhütte“, 1026 m) des Schwarzwaldvereins. Der Zweribach speiste den Graben mit etwa 80 l/s. Bei den Schönhöfen am Brosihäusle (980 m) überquerte er die erste Wasserscheide. Von dort verlief er ein kurzes Stück im Glotterbach. Beim heutigen Hornmaierhof zweigte der Graben von der heutigen Fahrstraße nach Westen ab. Er floss unterhalb und oberhalb des Urgraben- und Absätzlerhofs vorbei Richtung Rohr, oberhalb von St. Peter. Bis ins 20. Jahrhundert war der Graben hier noch als Wasserlauf erhalten: über dem Nazihof (der Hofname ist abgeleitet vom Vornamen des Besitzers Ignazius) nimmt er den Rohrbach auf und führt ihn als Mühlgraben diesem Hof zu. Hier sind noch zwei Begrenzungsmauern sichtbar.
Die Höfe am Rohr stammen meist aus der Zeit um 1700. Einige dieser Höfe, bzw. ihre Vorgänger, existierten jedoch schon zur Zeit des Urgrabens, so z. B. der Nazi- und der Jockenhof. Die nächste Wasserscheide (850 m) befindet sich im Lindlesdobel westlich vom Rohr. Hier stürzte das Wasser ca. 100 m in die Tiefe in den Lindlesdobel zum Stecklebächle. Von diesem Punkt aus ist der Urgraben über weite Strecken mit Waldwegen identisch, zu deren Bau die Geländekante, die der Graben bildete, genutzt wurde. Oberhalb des Badbächletals befindet sich ein etwa 30 × 20 m großes Plateau, das ehemals ein Kunstteich war, von dem aus das Wasser des Urgrabens zwischen Suggental und Badbächle-Tal aufgeteilt wurde.
Die dritte Wasserscheide zwischen Glotter und Elz befand sich an einem Sattel nach dem Berg Luser auf 630 m. Dort führt eine rund 70 m lange Rösche durch den Luser. Unterhalb des westlichen Röschenmundlochs befand sich ein weiteres Verteilerbecken, von wo das Wasser sowohl ins Suggental als auch Richtung Wissereck ins Unter-Glottertal geleitet werden konnte. Der Staudamm existierte bis in die 1960er-Jahre und wurde dann abgetragen. Das Ausgleichsbecken wurde vermutlich eingesetzt, wenn Reparaturen am Graben notwendig wurden. Die Dammkrone soll bis zu 10 m hoch gewesen sein. Noch heute finden sich südlich des Oberen Adamshofs sowie am Reschbauernhof im oberen Suggental Weiher, die dieselbe Aufgabe hatten. Das Vorhandensein der Rösche zwischen Glotter- und Suggental lässt erkennen, dass der Urgraben in zwei Schritten errichtet wurde: Der ältere Teil begann am Stecklebächle und führte ins Talbächle, um dort die erste Wasserkunst zu betreiben. Erst als der Bergbau auch im Suggental unter die Talsohle vorgestoßen war, war eine Vergrößerung des Wassereinzugsgebietes nach Osten, auf die Gemarkung des Klosters St. Peter notwendig. Weil man aber durch den älteren Verlauf in der Höhe gebunden war, konnte die Wasserscheide zum Suggental nicht mehr überquert werden, sondern musste unterfahren werden. Dieses Vergrößerung machte die Urkunde vom 2. Mai 1284 notwendig.

### Einzugsgebiet
Zweribach, obere Glotter und Lindlesdobelbach in Oberglottertal waren das Haupteinzugsgebiet. Mehrere kleine Bäche (Götzenbächle, Albersbach, Rohrbach, Stecklebächle usw.), die vom Kandel nach Süden und Westen abfließen, speisten ebenfalls den Urgraben.

### Aufgabe

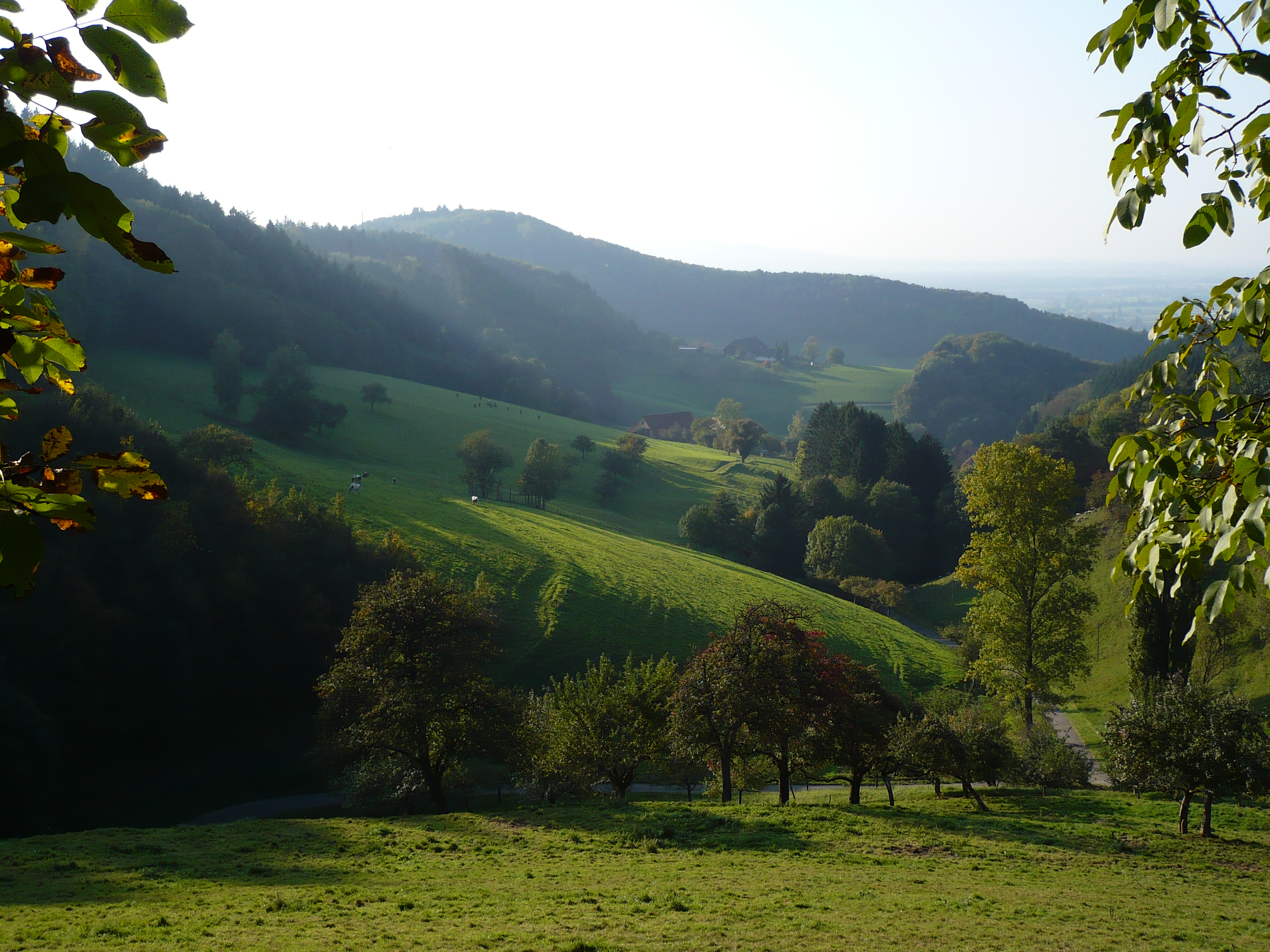
Blick aus dem oberen Suggental nach Westen, ins Rheintal

Der Urgraben diente der Aufschlagwasserversorgung der Silberbergwerke im Suggental und vermutlich auch im Badbächle-Tal (ein Seitental des Glottertals).
Anlass für die Errichtung des Urgabens war der ergiebige Bergbau im Glottertal und nachfolgend im Bergbau im Suggental. Dieser wurde vermutlich im 11. Jahrhundert aufgenommen und unterstand im Glottertal den Zähringern und im Suggental den Herren von Schwarzenberg, den Vögten des Klosters St. Margarethen in Waldkirch. Das Silbervorkommen war groß, der Wassermangel im Tal jedoch ebenfalls. Am 2. Mai 1284 erteilte Graf Egon von Freiburg das Recht, den Graben zu bauen. Die entsprechende Urkunde legt nahe, dass der Bergbau schon tief unter den Grundwasserspiegel vorgedrungen sein musste. Ziel war es also, mit Hilfe der Wasserkraft die ergiebigen Silberbergwerke zu sümpfen, um das Silbererz auf den tieferen Sohlen abzubauen. Der Graben war ursprünglich rund 60 cm tief und 80 cm breit. Um das Wasser im Graben zu halten, wurde ein ca. 2 m breiter, talseitiger Damm errichtet. Das Gefälle betrug 0,75–0,9 % und die durchschnittliche Wassermenge 300 l/s.
Der Urgraben ist ein eindrückliches Beispiel des technischen Könnens des späten 13. Jahrhunderts und gilt in seiner Länge als einzigartig in Europa. Der Bergbau im Suggental kam jedoch bereits 1298 zum Erliegen. Insgesamt dürfte der Urgraben damit wohl nur wenig über 10 Jahre existiert haben.
Erst um 1400 wurde der Betrieb wieder aufgenommen, allerdings weiß man über dessen Umfang in dieser Zeit recht wenig. Von ergiebigen Eisenerzfunden wird erst zwischen 1550 und 1638 berichtet. Die Silberbergwerke wurden im 18. Jahrhundert wieder aufgewältigt, jedoch ohne bleibenden Erfolg. Auch im 20. Jahrhundert wurde erneut der Versuch unternommen, v. a. Schwerspat abzubauen, doch seit 1933 ruht der Bergbau dort endgültig.

### Sachzeugen
Die Reste der Radstube im Suggental waren bis Ende des 18. Jahrhunderts noch sichtbar (so der Bericht des vorderösterreichischen Bergbausachverständigen von Hermann von Carato). Dank archäologischer Funde wie Bleischlacke weiß man heute, dass sich zahlreiche Silberhütten entlang der Glotter bis Denzlingen befanden.
Ob die archäologischen Funde am Schloßberg bei Freiburg, wie Schwerspatstückchen in Mosaikfußböden, aus dem Glotter- oder dem Suggental stammen, ist umstritten. Auch Eisenerzbergbau muss stattgefunden haben, was die Eisenverhüttungsanlagen am Mauracher Berg (bei Denzlingen) und an der Glotter nahelegen. Aussagen über die Frühgeschichte des mittelalterlichen Bergbaus im Suggental und Glottertal sind nicht zu machen, gesicherte Funde (Keramik) gibt es erst aus dem 13. Jahrhundert. Der Abbau erfolgte vorwiegend durch Schachtanlagen, die heute noch z. T. als Pingenreihen im Gelände sichtbar sind. Bedeutsam für das Suggental blieb jedoch die dortige Schwefelquelle. Das Suggenbad gehörte über 500 Jahre lang zu den bekannten Bädern Deutschlands und wurde 1481 erstmals erwähnt.

## Namenserklärung
Der Name „Urgraben“ lässt sich vermutlich auf „Wuhrgraben“ zurückführen. Hinweise darauf geben vergleichbare Gräben in anderen Gebieten. Im Hotzenwald (Kreis Waldshut) nennt man sie heute noch Wuhre, z. B. Berauerwuhr, Hännerwuhr, Heidenwuhr etc.